# Цеце муве
Цеце муве или тик-тик муве (Glossinidae) су моногенерична породица чији једини род Glossina укључује до 34 врсте. То су велике муве које насељавају знатан део средње континенталне Африке између Сахаре и пустиње Калахари. Оне се хране крвљу кичмењака и примарни су биолошки вектори трипанозома, који узрокују хуману болест спавања и животињску трипанозомијазу, такође познату као нагана. Термин цеце обухвата све врсте рода Glossina, које чине засебну породицу .
Породица цеце мува је опсежно проучена због њене улоге у преносу болести. Ове муве по правилу имају око четири генерације годишње, и до 31 генерацију током њиховог целокупног животног века.

## Биологија
Биологија це-це мува релативно је добро схваћена. Ове муве су опширно проучаване због њихове медицинске, ветеринарске и економске важности. Њихово проучавање доста је олакшано због тога што се лако могу узгајати у лабораторији, те су релативно велике. Ентомолози су открили велик број података о њиховој морфологији, анатомија, развићу и метаболизму.

### Морфологија
Це-це мува одваја се од своје мајке током стадијума треће инстар ларве, који траје свега неколико сати, те то никад није проучавано изван лабораторија. Прво настаје личинка (црв). Потом долази фаза кукуљице (лутке), када је величине 1 cm, те има тврду љуску. Са стадијем кукуљице це-це мува завршава последње две фазе личинке.
Це-це муве су релативно велики инсекти, величине од 0,5 до 1,5 центиметара, те имају препознатљив облик, по којем се, иако постоје сличности између њих и неких других инсеката, могу без проблема разликовати од њих. Имају велику главу, упечатљиво раздвојене очи, те неуобичајене антене с разгранатим длачицама аристама. Прсни кош је поприлично велик, док је абдомен краћи од крила.

### Анатомија
Као и код других инсеката, тело ове муве дели се на три дела: глава, прсни кош и абдомен. На глави се налазе велике очи, видљиво раздвојене, свако око на своју страну. Ту је такође и према напред проширен пробосцис причвршћен великом израслином. Прсни кош је велик и начињен од три основна дела. Три пара ногу причвршћена су за прсни кош, баш као и два крила. Абдомен је кратак, али широк, те му се запремина током храњења драстично мења.
Унутрашња анатомија це-це муве је поприлично типична за све инсекте. Вољка је довољно велика да се прилагоди огромном повећању величине током храњења крвним оброком, када постаје тешка као и он сам. Репродуктивни систем одраслих женки укључује матерницу која постаје довољно велика да може у себи да држи личинку трећег инстар стадијума на крају сваке скотности. 
Већина це-це мува су физички јако виталне. Кућне мухе врло се лако могу убити само једним ударцем, а да се убије це-це мува треба уложити јако пуно напора.

### Генетика
Геном врсте Glossina morsitans је секвенциран 2014. године.

## Систематика
Породица цеце мува припада реду двокрилаца (Diptera). У оквиру овог реда породица је смештена у натпородицу Hippoboscoidea, која укључује четири породице паразита који се хране крвљу.
Број признатих врста разликује се од класификације до класификације и има их до 34 врсте и подврсте.
Према свим класификацијама све цеце муве смештене су у један род Glossina. Према већини класификација овај род је једини члан породице Glossinidae. Породица је по правилу смештена у натпородицу .

### Врсте
Род Glossina је у већини класификација подељен на три групе врста на основу комбинације бихејвиоралних, молекуларних и морфолошких карактеристика. Род укључује следеће врсте:
| - „саванске“ врсте: (подродmorsitans, према неким изворима ): - Glossina austeni (Newstead, 1912) - Glossina morsitans Westwood, 1851 - Glossina pallidipes (Austen, 1903) - Glossina swynnertoni (Austen, 1922) patr. of Swynnerton | - „шумске” врсте: (подрод , раније ): - Glossina fusca fusca (Walker, 1849) - Glossina fuscipleuris (Austen, 1911) - Glossina frezili (Gouteux, 1987) - Glossina haningtoni (Newstead and Evans, 1922) - Glossina longipennis (Corti, 1895) - Glossina medicorum (Austen, 1911) - Glossina nashi (Potts,1955) - Glossina nigrofusca nigrofusca (Newstead, 1911) - Glossina severini (Newstead, 1913) - Glossina schwetzi (Newstead and Evans, 1921) - Glossina tabaniformis Westwood, 1850 - Glossina vanhoofi (Henrard, 1952) | - „речне” врсте: (подрод , раније ): - Glossina caliginea (Austen, 1911) - Glossina fuscipes (Newstead, 1911) - Glossina fuscipes fuscipes (Newstead, 1911) - Glossina fuscipes martinii (Zumpt, 1935) - Glossina fuscipes quanzensis (Pires, 1948) - Glossina pallicera pallicera (Bigot, 1891) - Glossina pallicera newsteadi (Austen, 1929) - Glossina palpalis palpalis (Robineau-Desvoidy, 1830) - Glossina palpalis gambiensis (Vanderplank, 1911) - Glossina tachinoides Westwood, 1850 |

### Еволуциона историја
Фосилни глосиниди су познати из Флорисант формације у Северној Америци и Енспел Лагерстету у Немачкој, који датирају из касног еоцена и касног олигоцена.